# 井口萬喜男
井口 萬喜男（いのくち まきお、別表記：井口 万喜男、1940年 - ）は、タンチョウの飼育員。岡山県自然保護センター主任研究員。

## 来歴
- 1940年（昭和15年）、岡山県総社市生まれ[1]。
- 1963年（昭和38年）、岡山県職員になる[1]。
- 1976年（昭和51年）、岡山県後楽園に勤務[1]。
- 1978年（昭和53年）、タンチョウの人工ふ化、飼育に取り組む[1]。
- 1996年（平成8年）、『翔べタンチョウたち』を著す。
- 2001年（平成13年）、岡山県職員を退職。岡山県自然保護センター職員となる[1]。
- 2003年（平成15年）、『タンチョウの里』を著す。

当初は後楽園で造園の仕事をしていたが、岡山県自然保護センターでタンチョウの飼育を任され、後に“鶴のお父さん”と呼ばれる活躍をみせる。
タンチョウ飼育の話を『翔べ タンチョウたち』、『タンチョウの里』として著し、タンチョウに関する調査報告や講演を行う。
岡山放送は、タンチョウを野生復帰させようとしている井口や岡山県自然保護センターの様子を10年間取材し続け、2002年にドキュメンタリー『近くて遠い空 -タンチョウと飼育員の3600日-』として製作した。
このドキュメンタリーは6月26日の番組審議会の委員にも好評で、
更に、2002年の第11回FNSドキュメンタリー大賞で審査員特別賞を受賞した。